# پرتی تئورایاروی
پرتی تئورایاروی (انگلیسی: Pertti Teurajärvi؛ زادهٔ ۲۰ فوریهٔ ۱۹۵۱) اسکی‌باز صحرانوردی اهل فنلاند بود.